# Every Picture Tells a Story
Every Picture Tells a Story är ett musikalbum av Rod Stewart, släppt 1971. Skivan släpptes i maj 1971 i USA och i juli samma år i England och Europa. Albumet blandar stilar som pop, folkrock och hårdrock på ett eget sätt. Här finns Stewarts genombrottslåt som soloartist, "Maggie May". "Maggie May" släpptes från början som b-sida till låten "Reason to Belive", men blev snabbt populärare än den låten. Även Stewarts cover på Motown-låten "I'm Losing You" nådde topp 40-placering som singel i USA. "Tomorrow Is A Long Time", skriven av Bob Dylan, härrörde från inspelningarna av albumet The Freewheelin' Bob Dylan där låten till slut utelämnades från skivan. Alla medlemmar av The Faces medverkade på Every Picture Tells a Story. Albumet släpptes ursprungligen i ett utvikskonvolut, där alla låttitlar på baksidan illustrerades av en bild.
Albumet blev en stor hit både hemma i Storbritannien och i USA. Musikkritiker har varit mycket posivit inställda till skivan, Robert Christgau gav sitt högsta betyg A+ och skivan har även högsta betyg på webbsidan Allmusic. Albumet medtogs även i listan The 500 Greatest Albums of All Time, sammanställd av magasinet Rolling Stone.

## Låtlista
1. "Every Picture Tells a Story" (Rod Stewart/Ron Wood) - 5:58
2. "Seems Like a Long Time" (Theodore Anderson) - 4:00
3. "That's All Right" (Arthur Crudup) - 6:00
4. "Tomorrow Is a Long Time" (Bob Dylan) - 3:44
5. "Maggie May" (Martin Quittenton/Rod Stewart) - 5:46
6. "Mandolin Wind" (Rod Stewart) - 5:32
7. "(I Know) I'm Losing You" (Cornelius Grant/Eddie Holland/Norman Whitfield) - 5:21
8. "Reason to Believe" (Tim Hardin) - 4:10

## Listplaceringar
| Lista (1971)   | Position            |
| -------------- | ------------------- |
| Australien     | 1 (Go Set)          |
| Finland        | 8                   |
| Japan          | 84 (Oricon)         |
| Kanada         | 1 (RPM)             |
| Nederländerna  | 2                   |
| Norge          | 9 (VG-lista)        |
| Storbritannien | 1 (UK Albums Chart) |
| Sverige        | 12 (Kvällstoppen)   |
| USA            | 1 (Billboard 200)¨  |
| Västtyskland   | 23                  |